# Kaizer Motaung
Kaizer Motaung né  le 16 octobre 1944 à Soweto, townships d'Afrique du Sud, est un ancien joueur de football sud-africain. Il fut fondateur  le 7 janvier 1970 du Kaizer Chiefs Football Club, un club de football sud-africain basé à Soweto, Johannesbourg, et il en devint le président directeur général.

## Biographie
Motaung  surnommé « Chincha Guluva » commence sa carrière de footballeur à l'âge de 16 ans avec les Orlando Pirates. En 1968 il est recruté pour jouer en ligue football internationale

### Footballeur
Kaizer Motaung fait ses débuts de footballeur professionnel aux Chiefs d'Atlanta, un club américain de football basé à Atlanta, aujourd'hui disparu. Il y joue en qualité de remplaçant lors de matchs amicaux contre le club de Manchester City. Il se montre un excellent joueur, marquant seize buts au cours des quinze matches de sa première saison. Fort de cet exploit, il est reconnu la meilleure recrue de l’année, et il est admis au sein de l’équipe All Star de la  NASL, avec laquelle il joue deux saisons dans le club des Dynamos de Denver .

### Dirigeant de club
De retour en Afrique du Sud, Kaizer Motaung fonde son propre club de football professionnel, le Kaizer Chiefs. Après des revers et des oppositions il parvient à fédérer et à rassembler d'anciens joueurs talentueux. Son club devient rapidement une des principales composantes du football sud-africain. Les Kaizer Chiefs deviennent l’équipe la plus performante en remportant 78 trophées, dont la Coupe d'Afrique des vainqueurs de coupe de football 2001.

### Administrateur de football
Kaizer Motaung est très actif au sein de l’administration sud-africaine du football. Il a siégé à la fois dans la National Soccer League (NSL) et dans la South African Football Association (SAFA) et au comité exécutif de la SAFA. Il siège encore au conseil des gouverneurs de PSL, tout en dirigeant le Kaizer Chiefs. Il a également siégé au sein de nombreux conseils d'administration : Royal Beechnut, Simba, New Age Beverages et Get Ahead.
En 2010 il joue un rôle important pour la candidature de l'Afrique du Sud à la Coupe du monde de football. Il est membre de la délégation qui se rend au siège de la FIFA à Zurich lorsque le pays est déclaré gagnant.

## Reconnaissance et récompenses
- 2004, le Henley Management College, en Afrique du Sud, lui attribue le prix du « leadership entrepreneurial ».
- Le gouvernement sud-africain lui décerne les insignes dans l'Ordre de l'Ikhamanga (échelon argent) pour ses réalisations en tant que footballeur engagé et dévoué et sa contribution exceptionnelle au développement des jeunes talents du football dans le pays[2].
- 2004 Élu 73e, au Top 100 des meilleurs sud-africains.